# Aragacotn
Aragacotn (arménsky Արագածոտն;  [ɑɾɑɡɑˈt͡sɔtən]) je provincie v Arménii. Nachází se na západě země. Na západě hraničí s Tureckem. Její hlavní město je Aštarak, má rozlohu 2 753 km² a v roce 2002 měla 126 278 obyvatel. Na její hranici s provincií Širak se nachází nejvyšší hora Arménie Aragac.

## Památky
V této provincii se nachází kostel, ve kterém je pohřbený Sv. Mesrop Maštoc, arménský mnich a překladatel bible.